# Металопрокатний завод у Латакії (Hmisho)
Металопрокатний завод у Латакії (Hmisho) — підприємство чорної металургії Сирії, майданчик якого розташований у приморській провінції Латакія.
Завод, який став до ладу в 2008 році, спроможний продукувати 500 тисяч тонн будівельної арматури на рік. Його основне обладнання постачила італійська компанія SMS Meer.
На момент запуску завод належав групі групи Hmisho (Hamsho), яка в наступні кілька років також ввела в дію металургійний комбінат у Хіс'ї та електрометалургіний завод у Адрі.